# اومر شیشمان اوغلو
اومر شیشمان اوغلو (انگلیسی: Ömer Şişmanoğlu؛ زادهٔ ۱ اوت ۱۹۸۹) بازیکن فوتبال اهل ترکیه است.
از باشگاه‌هایی که در آن بازی کرده‌است می‌توان به باشگاه فوتبال بشیکتاش، باشگاه فوتبال قونیه‌اسپور، باشگاه فوتبال اسکی‌شهراسپور، باشگاه فوتبال آنتالیااسپور، باشگاه فوتبال قیصریه‌اسپور، و باشگاه فوتبال سن پائولی اشاره کرد.
وی همچنین در تیم‌های ملی فوتبال زیر ۲۱ سال ترکیه و Turkey national football B team بازی کرده‌است.